# (1485) Isa
(1485) Isa ist ein Asteroid des Hauptgürtels, der am 28. Juli 1938 vom deutschen Astronomen Karl Wilhelm Reinmuth in Heidelberg entdeckt wurde.
Der Name des Asteroiden stellt eine Abkürzung von Marisa dar und wurde vorgeschlagen vom italienischen Astronomen Massimo Cimino.